# Neepawa
Neepawa est une ville de la province du Manitoba au Canada.

## Patrimoine
Le palais de justice de Neepawa, qui sert aussi d'hôtel de ville, de prison et de théâtre, a été désigné lieu historique national en 1981.

## Démographie
| 2001  | 2006  | 2011  | 2016  |
| ----- | ----- | ----- | ----- |
| 3 325 | 3 298 | 3 111 | 3 939 |